# Tilloy-Floriville
Tilloy-Floriville est une commune française située dans le département de la Somme, en région Hauts-de-France.

## Géographie

### Localisation
Tilloy-Floriville est un village picard situé dans le Vimeu.
Limitrophe de Gamaches, la localité est située à 6 km au nord de Blangy-sur-Bresle, 8 km au sud de Feuquières-en-Vimeu, 15 km au sud-est d'Eu-le-Tréport, 21 km au sud-ouest d'Abbeville et à 50 km au nord-ouest d'Amiens à vol d'oiseau.
Le territoire de la commune est limitrophe de ceux de cinq communes.
Les communes limitrophes sont Bouillancourt-en-Séry, Buigny-lès-Gamaches, Frettemeule, Gamaches et Maisnières.

### Hydrographie

#### Réseau hydrographique
La commune est située dans le bassin Seine-Normandie. Elle est drainée par la Vimeuse,.
La Vimeuse, d'une longueur de 17 km, prend sa source dans la commune de Martainneville et se jette  dans la Bresle à Gamaches, après avoir traversé six communes.

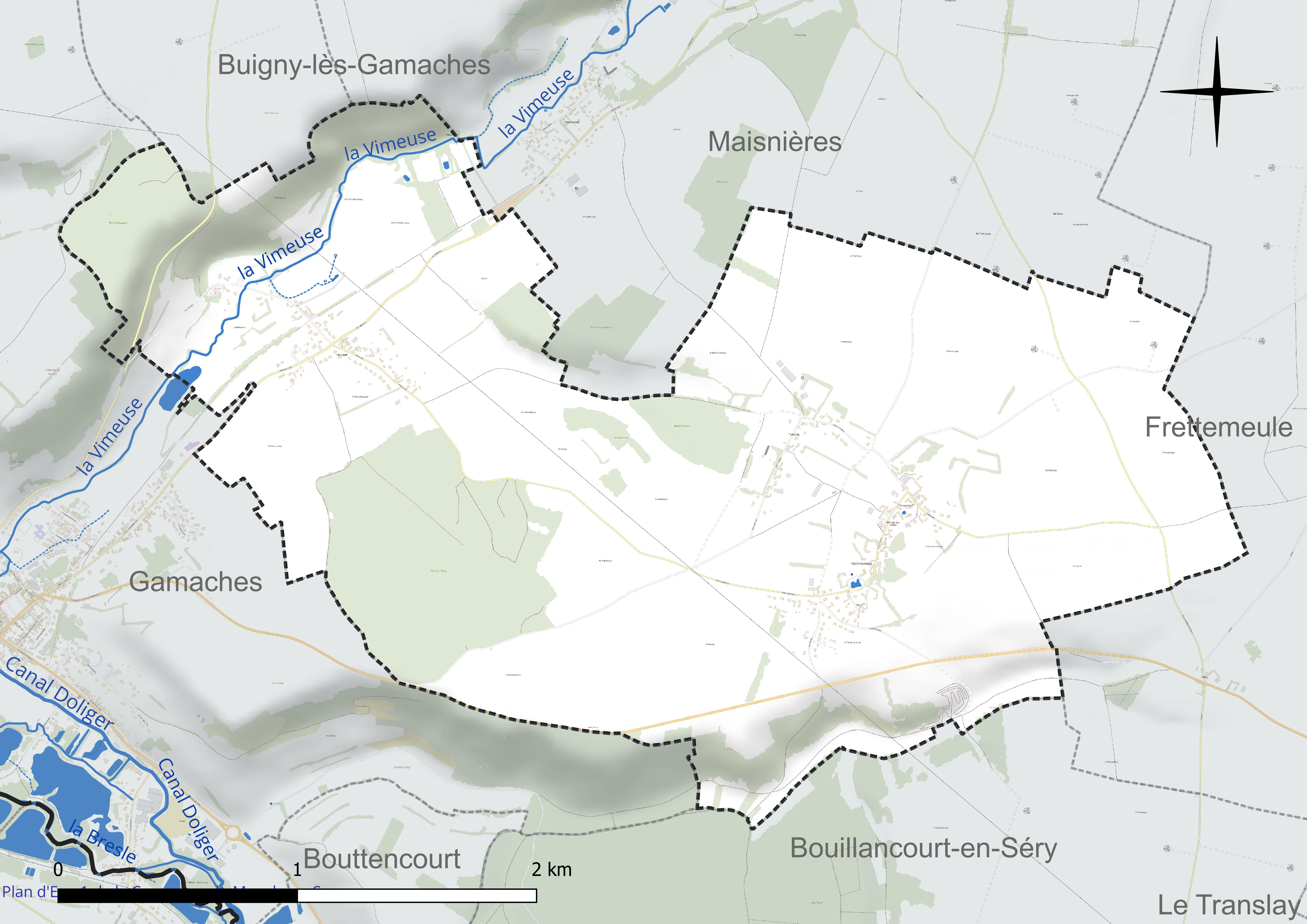
Réseau hydrographique de Tilloy-Floriville.

#### Gestion et qualité des eaux
Le territoire communal est couvert par le schéma d'aménagement et de gestion des eaux (SAGE) « Vallée de la Bresle ». Ce document de planification concerne un territoire de 748 km2 de superficie, délimité par le bassin versant de la Bresle. Le périmètre a été arrêté le 7 avril 2003 et le SAGE proprement dit a été approuvé le 18 août 2016. La structure porteuse de l'élaboration et de la mise en œuvre est le syndicat mixte d'aménagement, de gestion et de valorisation du bassin de la Bresle.
La qualité des cours d'eau peut être consultée sur un site dédié géré par les agences de l'eau et l'Agence française pour la biodiversité.

### Climat
Pour des articles plus généraux, voir Climat des Hauts-de-France et Climat de la Somme.
En 2010, le climat de la commune est de type climat océanique franc, selon une étude du CNRS s'appuyant sur une série de données couvrant la période 1971-2000. En 2020, Météo-France publie une typologie des climats de la France métropolitaine dans laquelle la commune est exposée à un climat océanique et est dans la région climatique Côtes de la Manche orientale, caractérisée par un faible ensoleillement (1 550 h/an) ; forte humidité de l'air (plus de 20 h/jour avec humidité relative > 80 % en hiver), vents forts fréquents.
Pour la période 1971-2000, la température annuelle moyenne est de 10,2 °C, avec une amplitude thermique annuelle de 13,2 °C. Le cumul annuel moyen de précipitations est de 781 mm, avec 13 jours de précipitations en janvier et 8,8 jours en juillet. Pour la période 1991-2020, la température moyenne annuelle observée sur la station météorologique la plus proche, située sur la commune d'Oisemont à 12 km à vol d'oiseau, est de 11,1 °C et le cumul annuel moyen de précipitations est de 801,4 mm,. Pour l'avenir, les paramètres climatiques de la commune estimés pour 2050 selon différents scénarios d'émission de gaz à effet de serre sont consultables sur un site dédié publié par Météo-France en novembre 2022.

## Urbanisme

### Typologie
Au 1er janvier 2024, Tilloy-Floriville est catégorisée commune rurale à habitat dispersé, selon la nouvelle grille communale de densité à sept niveaux définie par l'Insee en 2022.
Elle est située hors unité urbaine et hors attraction des villes,.

### Occupation des sols
L'occupation des sols de la commune, telle qu'elle ressort de la base de données européenne d'occupation biophysique des sols Corine Land Cover (CLC), est marquée par l'importance des territoires agricoles (80,7 % en 2018), une proportion sensiblement équivalente à celle de 1990 (80,6 %). La répartition détaillée en 2018 est la suivante : 
terres arables (52,9 %), prairies (27,8 %), forêts (16,2 %), zones urbanisées (3,1 %). L'évolution de l'occupation des sols de la commune et de ses infrastructures peut être observée sur les différentes représentations cartographiques du territoire : la carte de Cassini (XVIIIe siècle), la carte d'état-major (1820-1866) et les cartes ou photos aériennes de l'IGN pour la période actuelle (1950 à aujourd'hui).

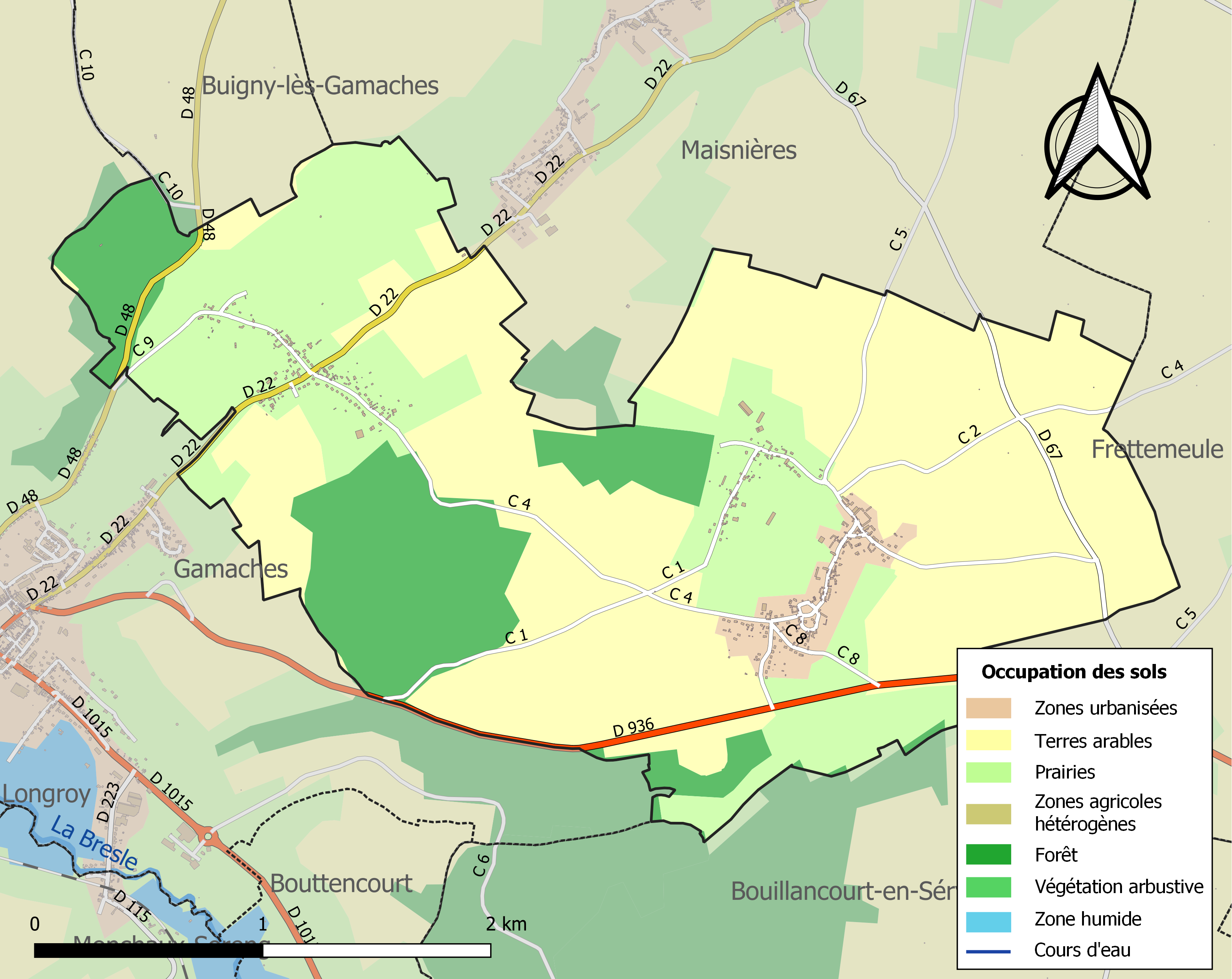
Carte des infrastructures et de l'occupation des sols de la commune en 2018 (CLC).

## Toponymie
Le nom de la localité est attesté sous les formes Tilgeium (921) ; Tilloi (117.) ; Tylloi (1184) ; Tilietum (1219) ; Tilloy (1262) ; Tilloel (1337) ; Tilloy-les-Gamaches (1425) ; Tilloy-Floriville (1646) ; Tilloy-en-Séry… ; Thilloy-Floriville (1826).

Tilloy évoque le tilleul comme dans de nombreuses autres localités (Fresne-Tilloloy, Tilloloy, Tilloy-lès-Conty).
Floriville est une ancienne dépendance de Tilloy attesté sous les formes Floriville-lès-Gamaches (1757) ; Floriville (1763) ; Florenville (1696).

## Histoire
En 1826, Tilloy-Floriville absorbe Hélicourt.
Lors de la Deuxième Guerre mondiale, le château est occupé par les Allemands (le général Rommel y aurait séjourné) ; en témoignent les trois souterrains (aujourd'hui partiellement écroulés) sous le bois d'Hélicourt, destinés à protéger la population en cas de bombardements anglais.
En 1944, une rampe à V1 est installée à Hélicourt par les Allemands pour bombarder Londres.

## Politique et administration
| Période                                  | Période                     | Identité         | Étiquette | Qualité                        |
| ---------------------------------------- | --------------------------- | ---------------- | --------- | ------------------------------ |
| Les données manquantes sont à compléter. |                             |                  |           |                                |
| avant 1988                               | 2008                        | Pierre Boulnois  |           |                                |
| mars 2008                                | novembre 2018               | M. Claude Foulon |           | Décédé en fonction             |
| février 2019,                            | En cours (au 1er juin 2020) | Denis Dupont     |           | Réélu pour le mandat 2020-2026 |

## Population et société

### Démographie
L'évolution du nombre d'habitants est connue à travers les recensements de la population effectués dans la commune depuis 1793. Pour les communes de moins de 10 000 habitants, une enquête de recensement portant sur toute la population est réalisée tous les cinq ans, les populations de référence des années intermédiaires étant quant à elles estimées par interpolation ou extrapolation. Pour la commune, le premier recensement exhaustif entrant dans le cadre du nouveau dispositif a été réalisé en 2005.

En 2022, la commune comptait 361 habitants, en évolution de −8,61 % par rapport à 2016 (Somme : −1,26 %, France hors Mayotte : +2,11 %).
| 1793 | 1800 | 1806 | 1821 | 1831 | 1836 | 1841 | 1846 | 1851 |
| ---- | ---- | ---- | ---- | ---- | ---- | ---- | ---- | ---- |
| 274  | 251  | 288  | 254  | 448  | 437  | 428  | 425  | 403  |

| 1856 | 1861 | 1866 | 1872 | 1876 | 1881 | 1886 | 1891 | 1896 |
| ---- | ---- | ---- | ---- | ---- | ---- | ---- | ---- | ---- |
| 411  | 407  | 392  | 407  | 367  | 337  | 322  | 301  | 280  |

| 1901 | 1906 | 1911 | 1921 | 1926 | 1931 | 1936 | 1946 | 1954 |
| ---- | ---- | ---- | ---- | ---- | ---- | ---- | ---- | ---- |
| 299  | 312  | 305  | 291  | 292  | 300  | 287  | 281  | 292  |

| 1962 | 1968 | 1975 | 1982 | 1990 | 1999 | 2005 | 2006 | 2010 |
| ---- | ---- | ---- | ---- | ---- | ---- | ---- | ---- | ---- |
| 295  | 293  | 273  | 292  | 333  | 324  | 359  | 366  | 387  |

| 2015 | 2020 | 2022 | - | - | - | - | - | - |
| ---- | ---- | ---- | - | - | - | - | - | - |
| 394  | 370  | 361  | - | - | - | - | - | - |

### Enseignement
En 2018, l'école publique locale  à une classe fait partie du regroupement pédagogique intercommunal de la Vimeuse comprenant également les écoles de Vismes, Maisnières et Frettemeule.
Les écoliers poursuivent leur scolarité au collège de Gamaches.

### Sports
Le moto-club de Tilloy-Floriville draine les adeptes locaux des sports mécaniques,.

## Culture locale et patrimoine

### Lieux et monuments
- L'église Saint-Jean-Baptiste de Tilloy.
- L'église Sainte-Marie-Madeleine d'Hélicourt.
- Le château.
Le château d'Hélicourt a appartenu à la famille de Vallerot. Le seul héritier, M. Barthélemy, a vendu la propriété dans les années 1960 à la famille Ternisien ; propriété revendue ensuite en 1980. Des animations culturelles y sont proposées[34].
- Trois chapelles privées, au centre du village, dont deux sur la route de Gamaches et la troisième près du château[35].

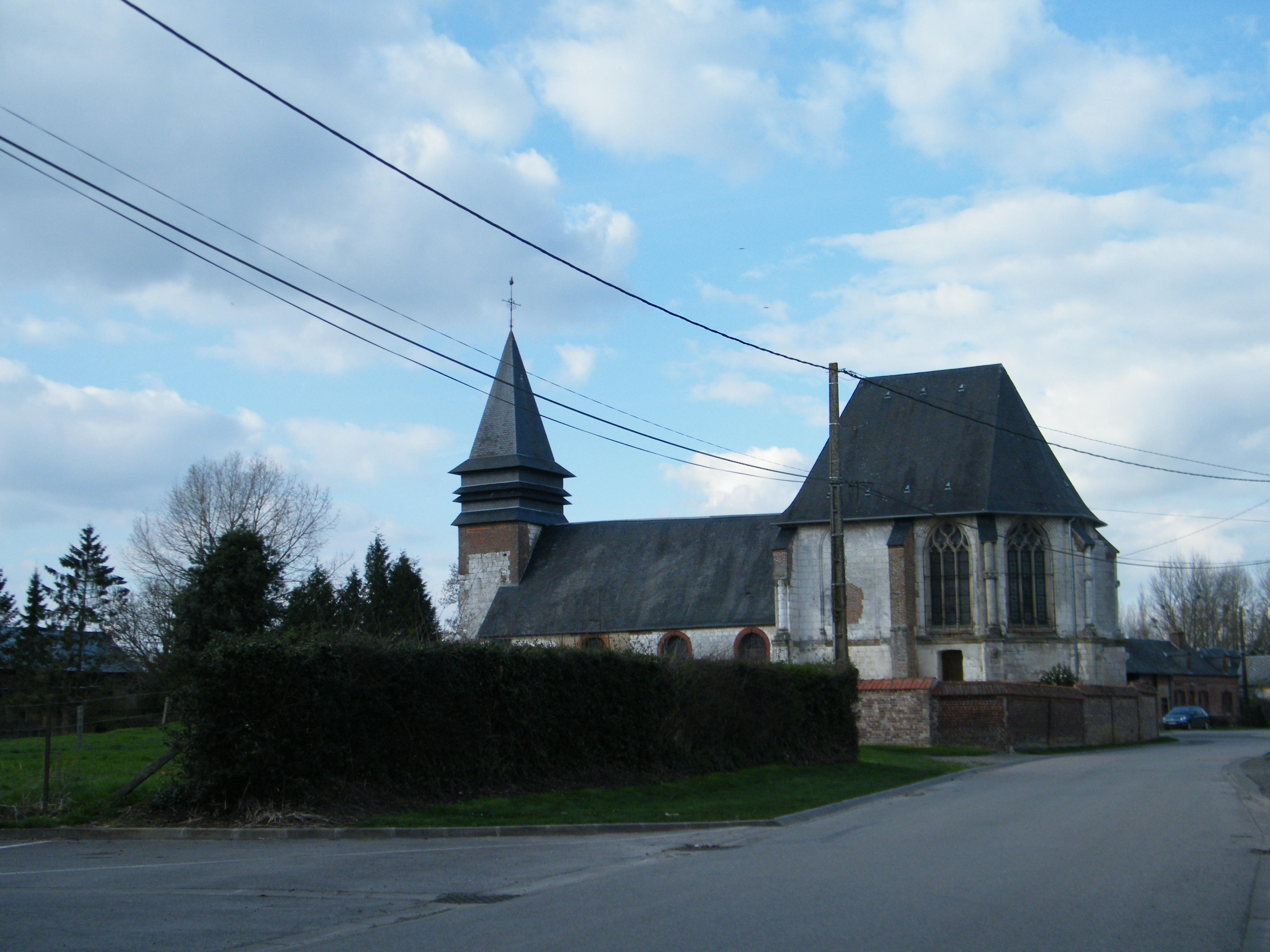
L'église de Tilloy-Floriville.
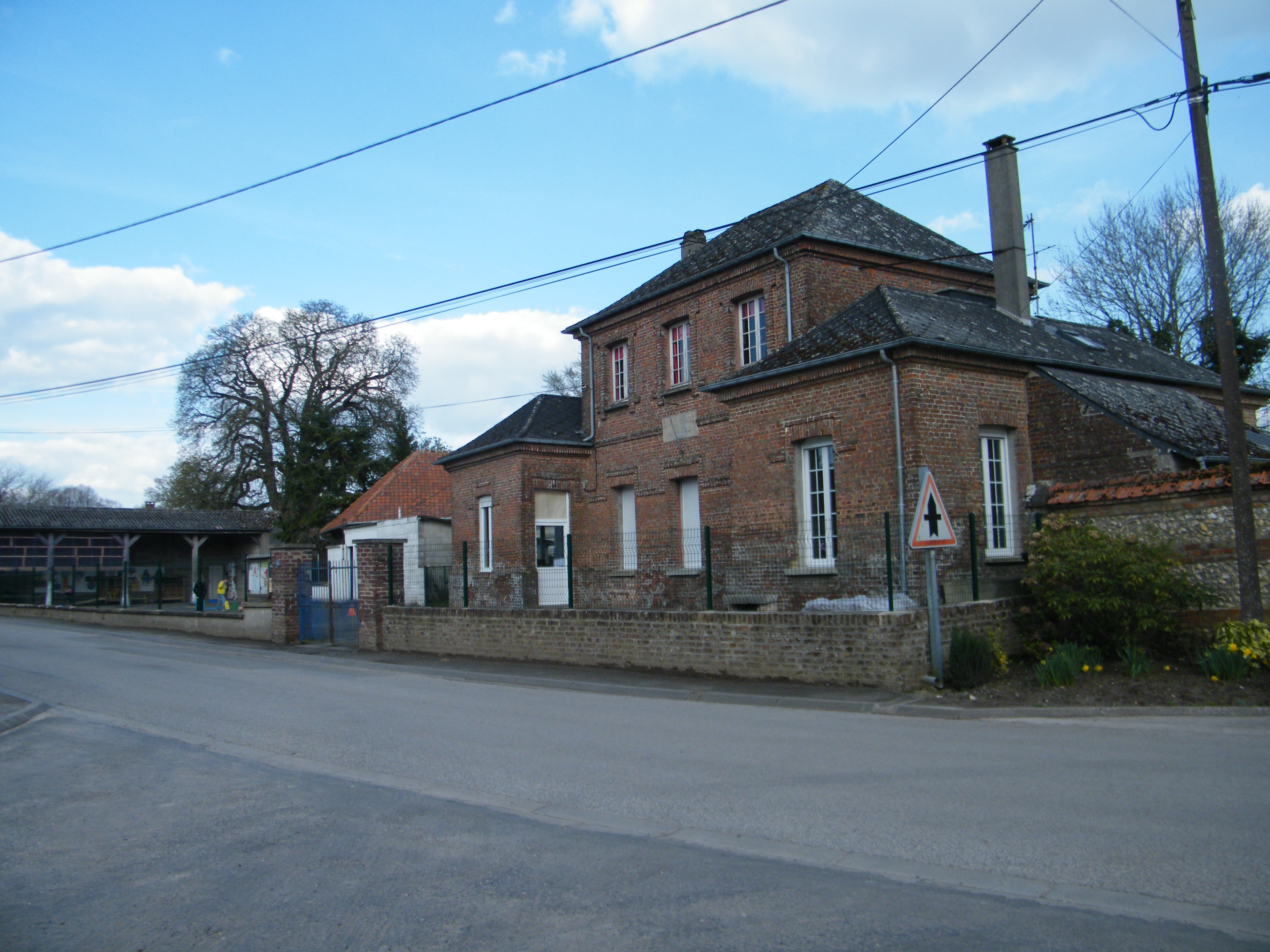
L'école.
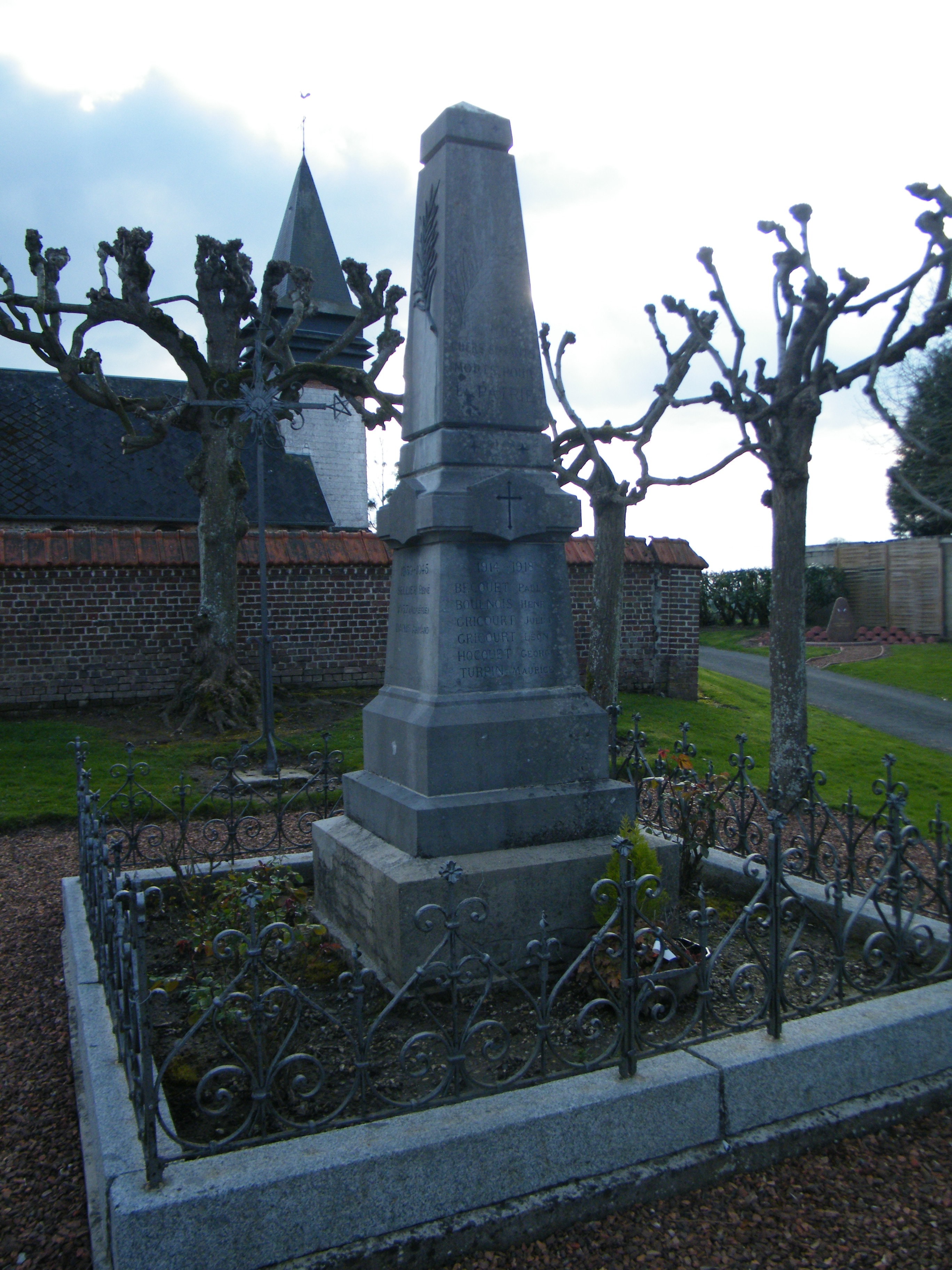
Le monument aux morts pour la patrie.
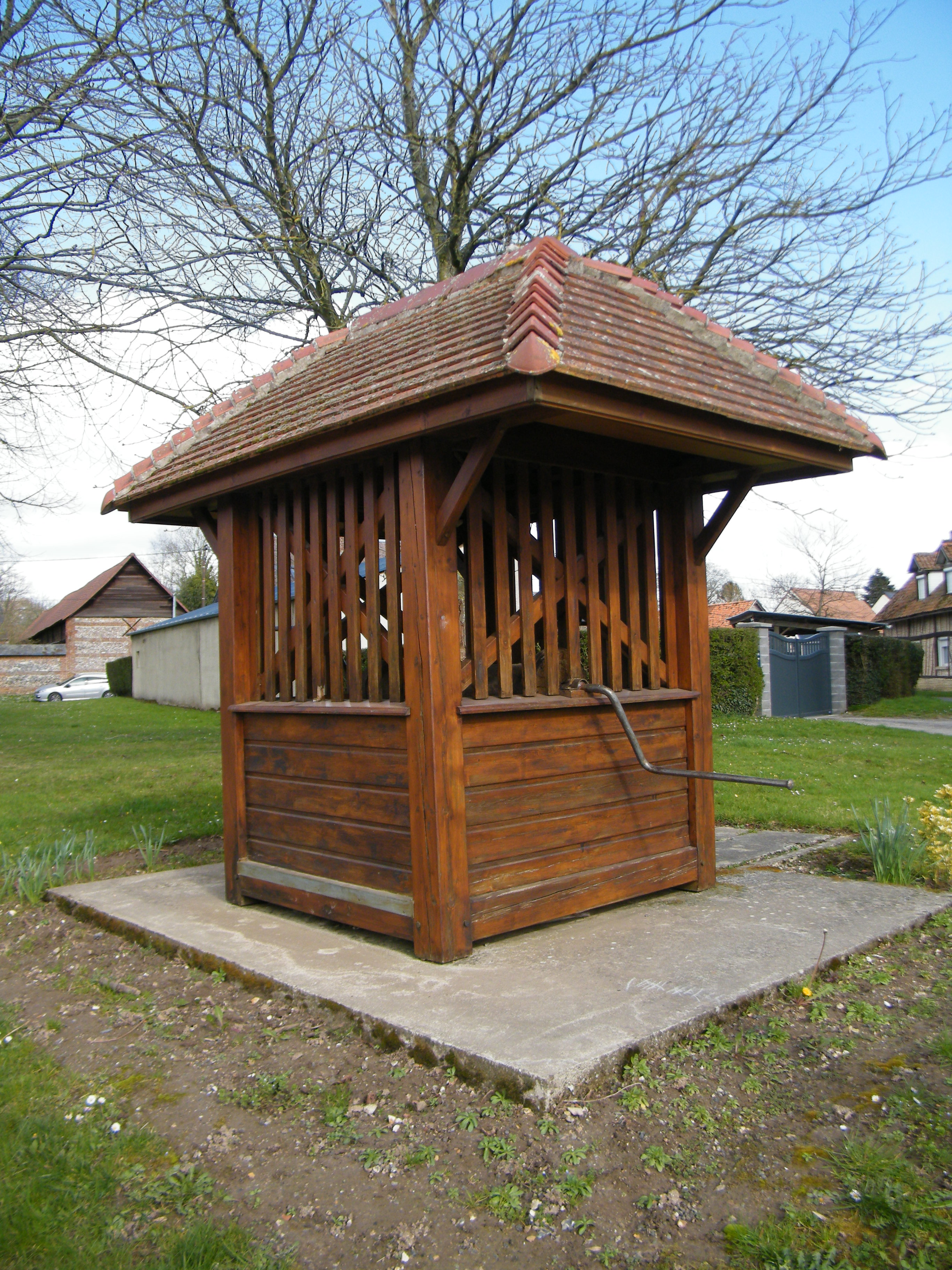
Puits du patrimoine.
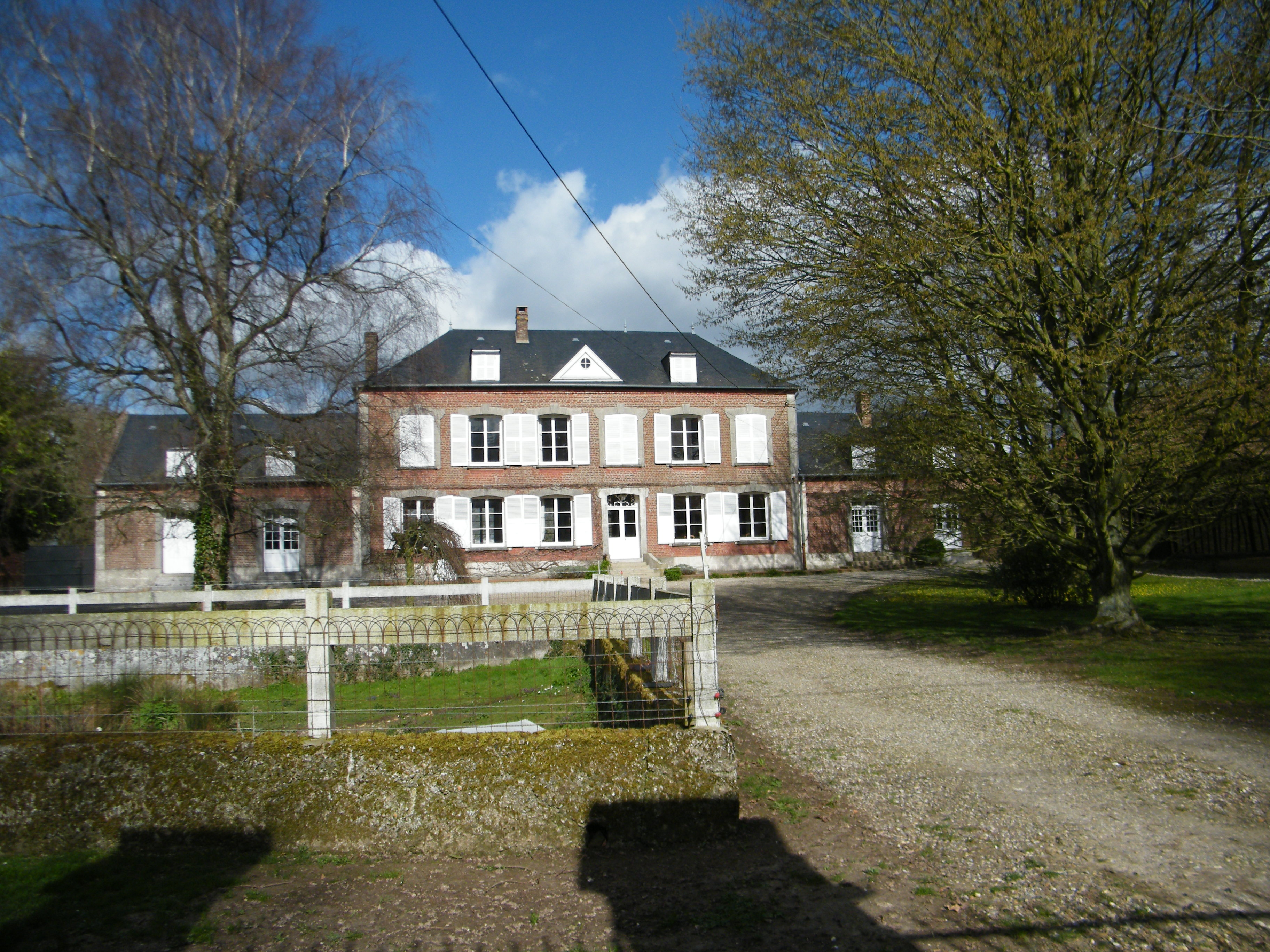
Architecture locale.

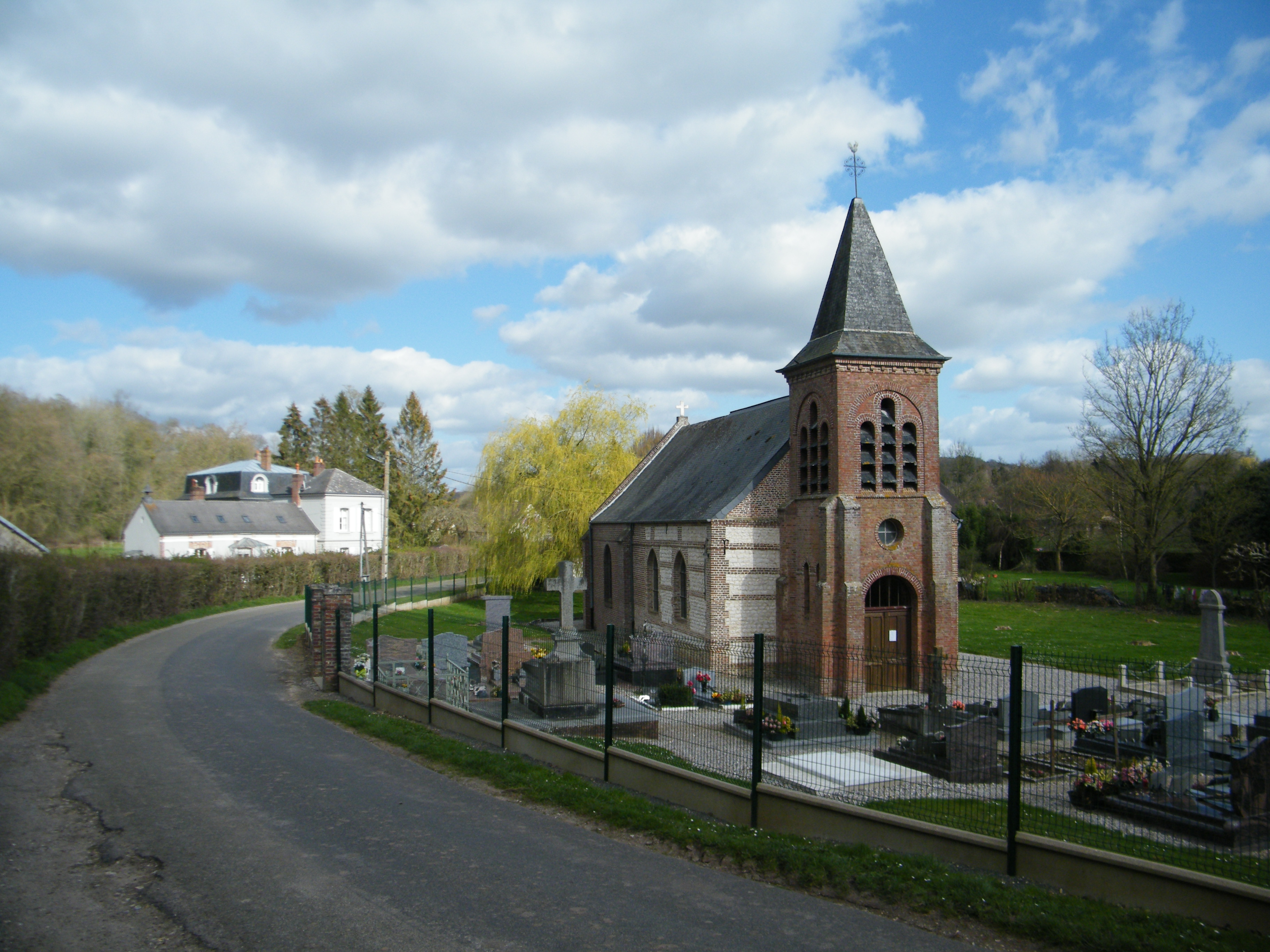
L'église Sainte-Marie-Madeleine.
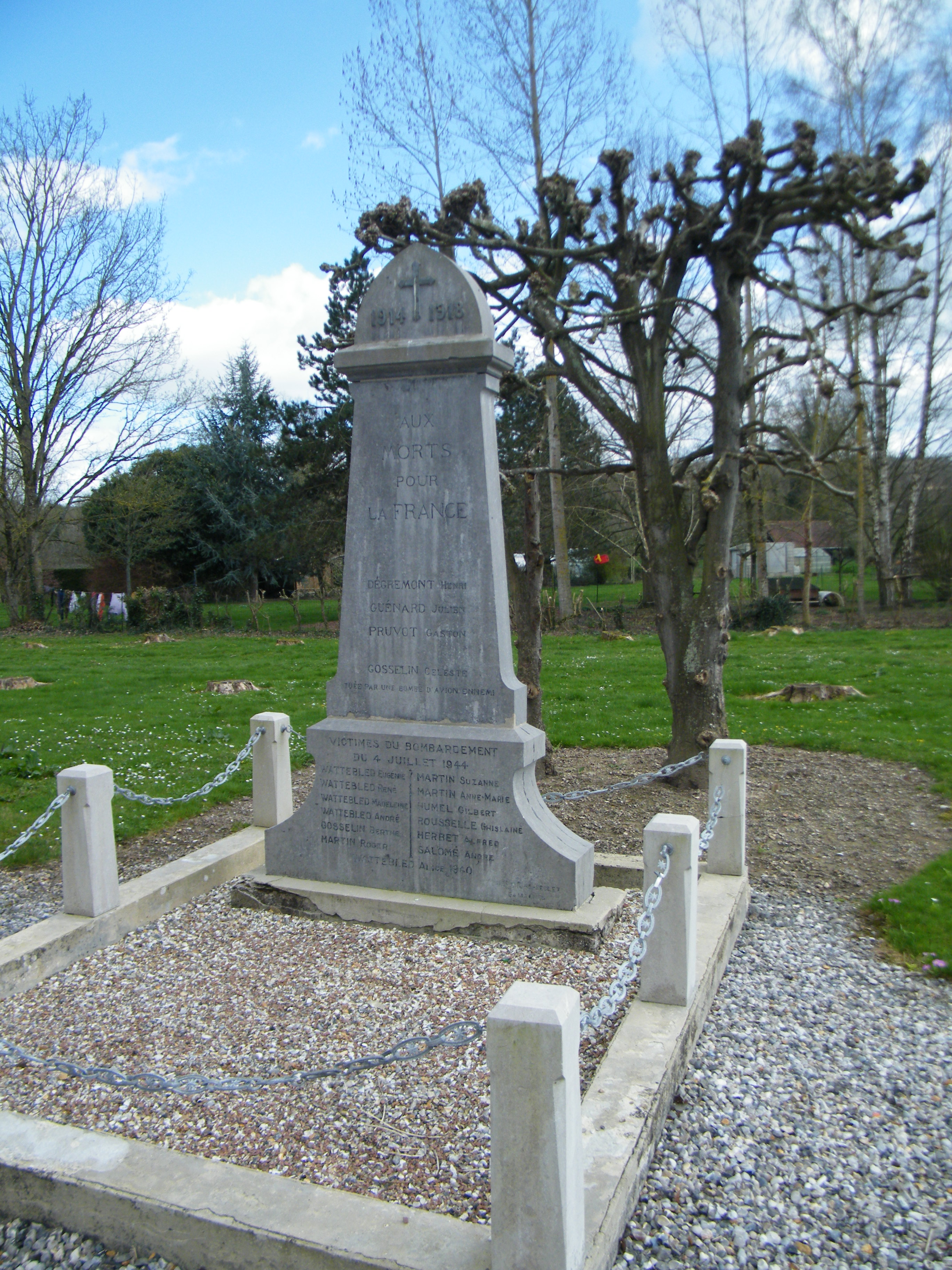
Le monument aux morts pour la patrie.
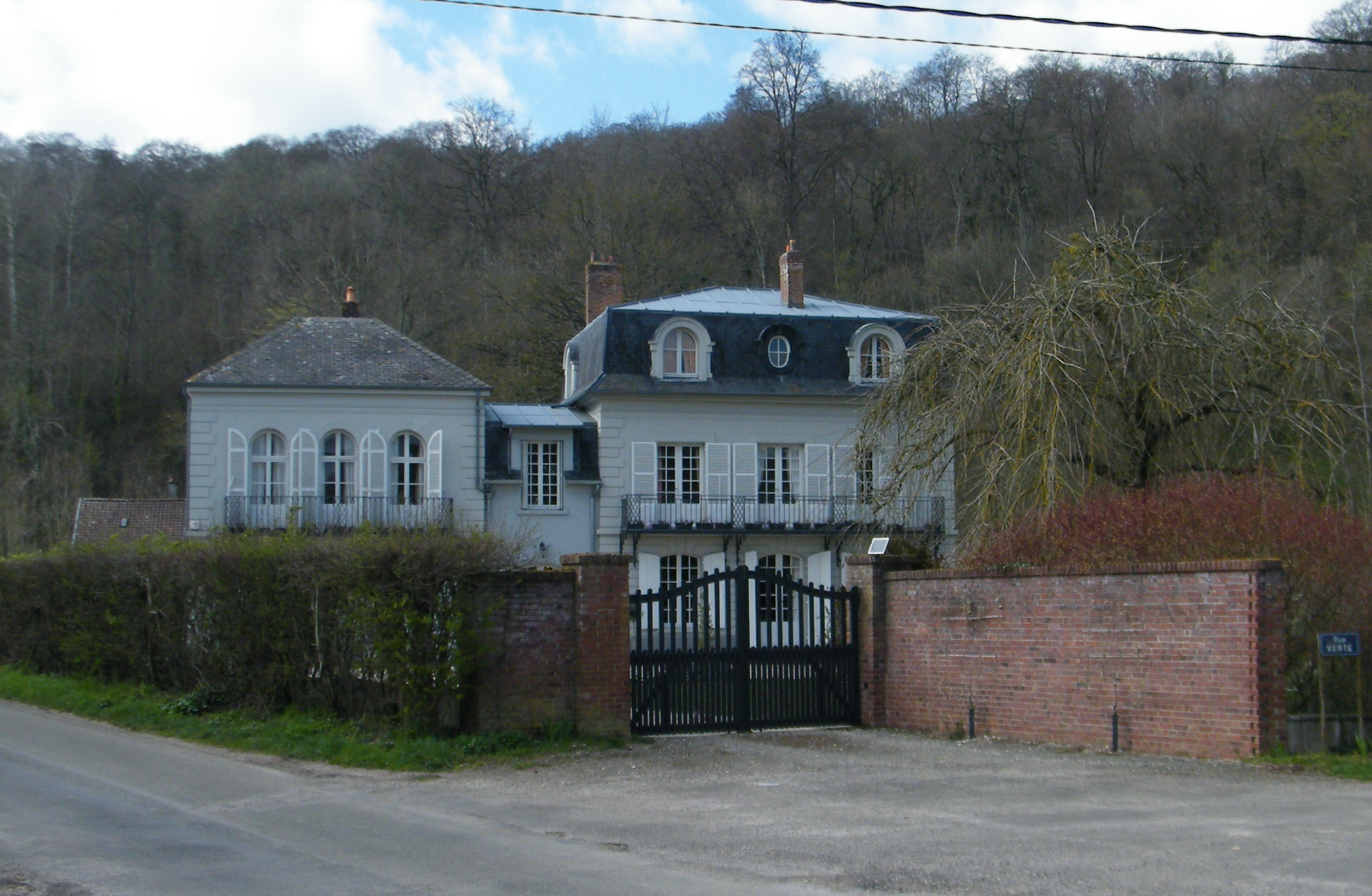
Le château.
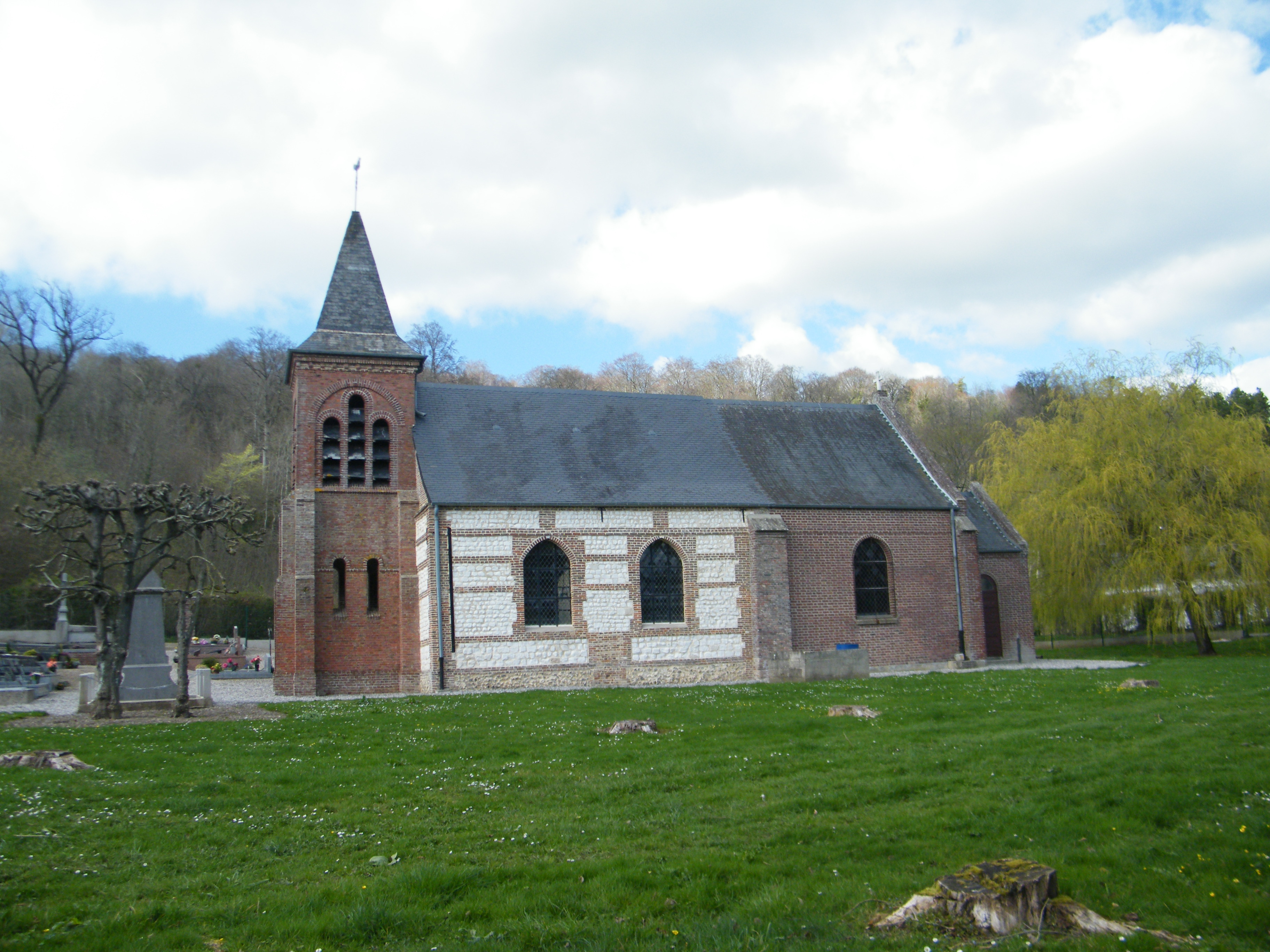
Façade sud de l'église.
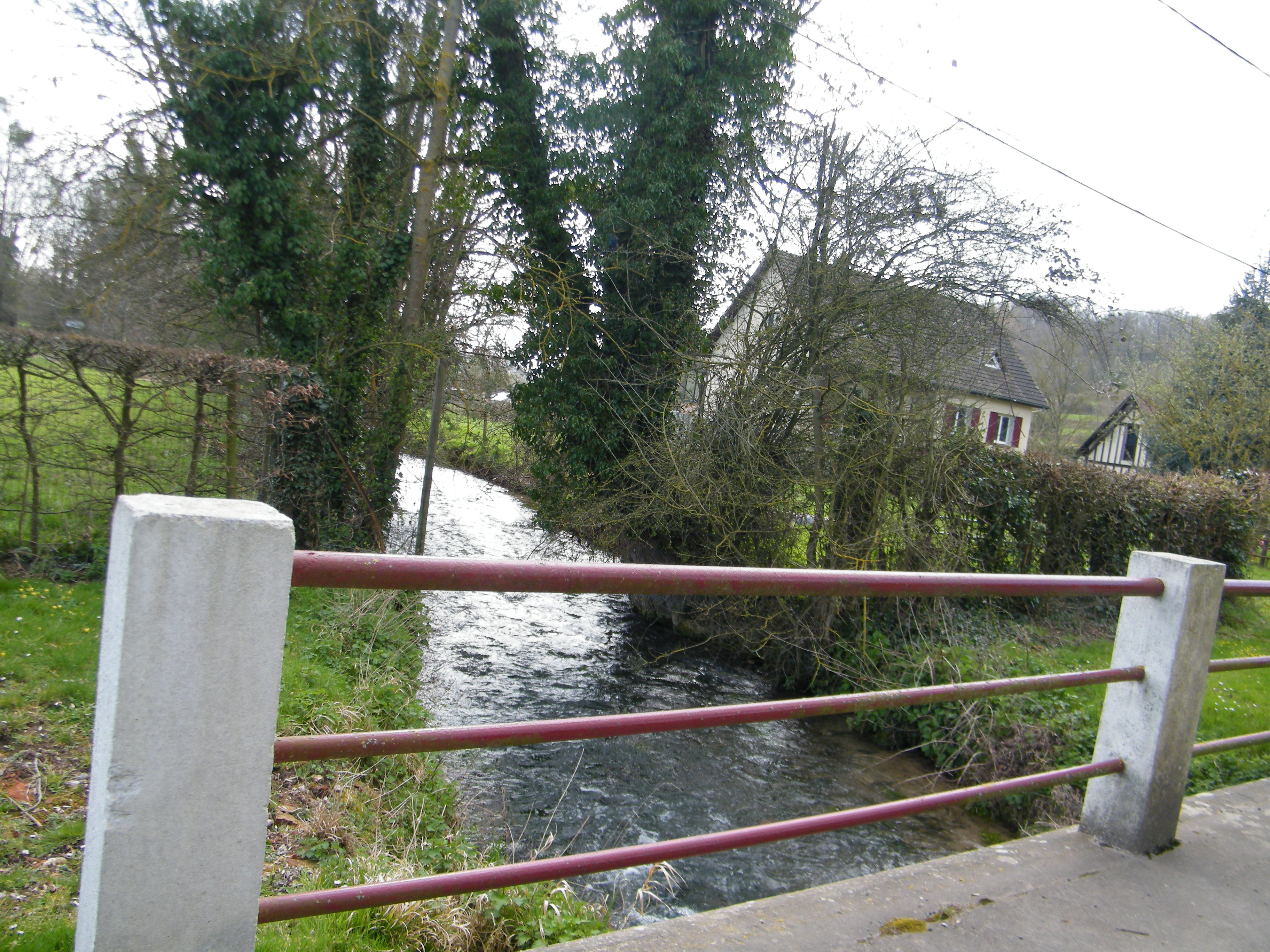
La Vimeuse à Hélicourt.